# Veprecula gracilispira
Veprecula gracilispira é uma espécie de gastrópode do gênero Veprecula, pertencente a família Raphitomidae.